# 共产主义者和无党派人士集团
共产主义者和无党派人士集团（羅馬化：Blok kommunistov i bespartiynykh）是苏联的一个由苏联共产党成员和无党派人士组成的政治联盟，成立于1936年12月7日。1937年—1984年，该联盟在苏联所有选举中提名等额选举候选人。该联盟参加的最后一次选举是1989年苏联人民代表大会选举，这也是苏联的最后一次全国选举。随着苏联共产党和苏联的解体，1991年底，该联盟解散。